# Sutton Veny
Sutton Veny – wieś w Anglii, w hrabstwie Wiltshire. Leży 28 km na północny zachód od miasta Salisbury i 146 km na zachód od Londynu.